# Чобан
Чобан (около 1262 — ноябрь 1327) — влиятельный эмир государства Хулагуидов, управлявший им вместе с сыновьями до совершеннолетия ильхана Абу Саида (1316—1327). Занимал пост эмира улуса (1307—1327). Основатель династии Чобанидов.

## Происхождение
Происходил из племени сулдус. Его дед Тудаун (Тудан) принимал участие в кампании Хулагу против Золотой Орды в 1262 году, а затем был назначен наместником Диярбакыра и Дияр Раби‘а. Он погиб в битве при Эльбистане (1277). Об отце Чобана нет никаких сведений, кроме того, что он участвовал в походе на Багдад (1258).

## Возвышение
Чобан входил в группу эмиров, которые после смерти Аргун-хана 1291 году поддержали кандидатуру Гайхату. В 1295 году в борьбе за власть между ильханом Байду и претендентом Газаном, Чобан принял сторону последнего. Смерть старшего эмира Кутлуг-шаха в гилянской кампании (1307) дала Чобану возможность занять пост эмира улуса (амир-е улус, или амир аль-умара). В сентябре 1307 г. он женился на дочери ильхана Олджейту, с которой был помолвлен ещё в 1305 году. Наследник Олджейту, малолетний Абу Са’ид, по рекомендации, оставленной отцом перед смертью (1316), сохранил за Чобаном пост улусного эмира. После смерти в январе 1318 года противника, эмира Севинджа, Чобан сосредоточил в руках высшую власть, став держателем ал-тамги (красной печати).
Чобан, недовольный действиями своих военачальников против вторгнувшихся в район Дербента войск золотоордынского Узбек-хана (1319), после отхода врагов подверг эмира Курумиши наказанию ударами палок. В ответ тот поднял в Грузии мятеж, убив нескольких чиновников улусного эмира. Поддержанный кераитом Иринчином (Иренджином), которого Чобан в своё время сместил с поста правителя Диярбакыра, Курумиши двинулся на Сольтание. 20 июня в ожесточённом бою на реке Зенджан-руд неподалёку от Миане бунтовщики были разгромлены армией во главе с самим ильханом. Курумиши и Иринчин с соратниками были захвачены в плен и жестоко казнены в Сольтание.
6 сентября 1319 года Чобан взял в жёны сестру Абу Са’ида Сати-бек, и вскоре государство было фактически разделено между членами семьи эмира. Сыновья Чобана стали наместниками провинций: Тимурташ (Демир-Таш) — Анатолии (Рума); Махмуд — Грузии; Хасан, после смерти Амира Хусейна в 1322 г., — Хорасана; Талыш, сын Хасана, — Кермана и Фарса. Димишк-ходжа правил в Азербайджане и обоих Ираках, а также осуществлял функции визиря. Положение семьи не поколебала даже попытка отложиться от центрального правительства Тимурташа (1322), который начал чеканить монету и оглашать хутбу со своим именем. Он объявил себя махди (мессией) и призывал мамлюков начать вместе с ним поход для завоевания Ирана. Чобан сам выступил против сына, который был доставлен ко двору, но лишь для того, чтобы получить помилование ильхана и восстановление в правах.

## Падение
Хотя сперва не было внешних признаков изменившегося к нему отношения со стороны ильхана, Чобан находившийся в Хорасане, двинулся на запад, готовясь силой защитить власть. Он остановился со своей армией к юго-востоку от Рея, в дне пути от лагеря ильхана, выступившего ему навстречу. Ночью бо́льшая часть эмиров с тридцатью тысячами войска перешла к Абу Са’иду, и Чобану оставалось только бежать. Из Саве он отправил свою жену Сати-бек назад к её брату, а сам нашёл убежище у Гийас ад-Дина Курта, правителя Герата. Абу Са’ид пообещал отдать Курту жену Чобана Кордочин, и тот казнил эмира. Отрезанный палец Чобана был доставлен в ханскую ставку в Карабахе в декабре 1327 года и выставлен на всеобщее обозрение на базаре. Тимурташ, узнав о смерти отца, бежал из Кайсери через Караман в земли, подвластные мамлюкскому султану, который предложил ему убежище. Беглец был сначала с большой честью принят в Каире, но затем заключён под стражу и казнён 22 августа 1328 года.